# Hrib nad Ribčami
Hrib nad Ribčami – wieś w Słowenii, w gminie Moravče. W 2018 roku liczyła 36 mieszkańców.